# Where to Be Born Index

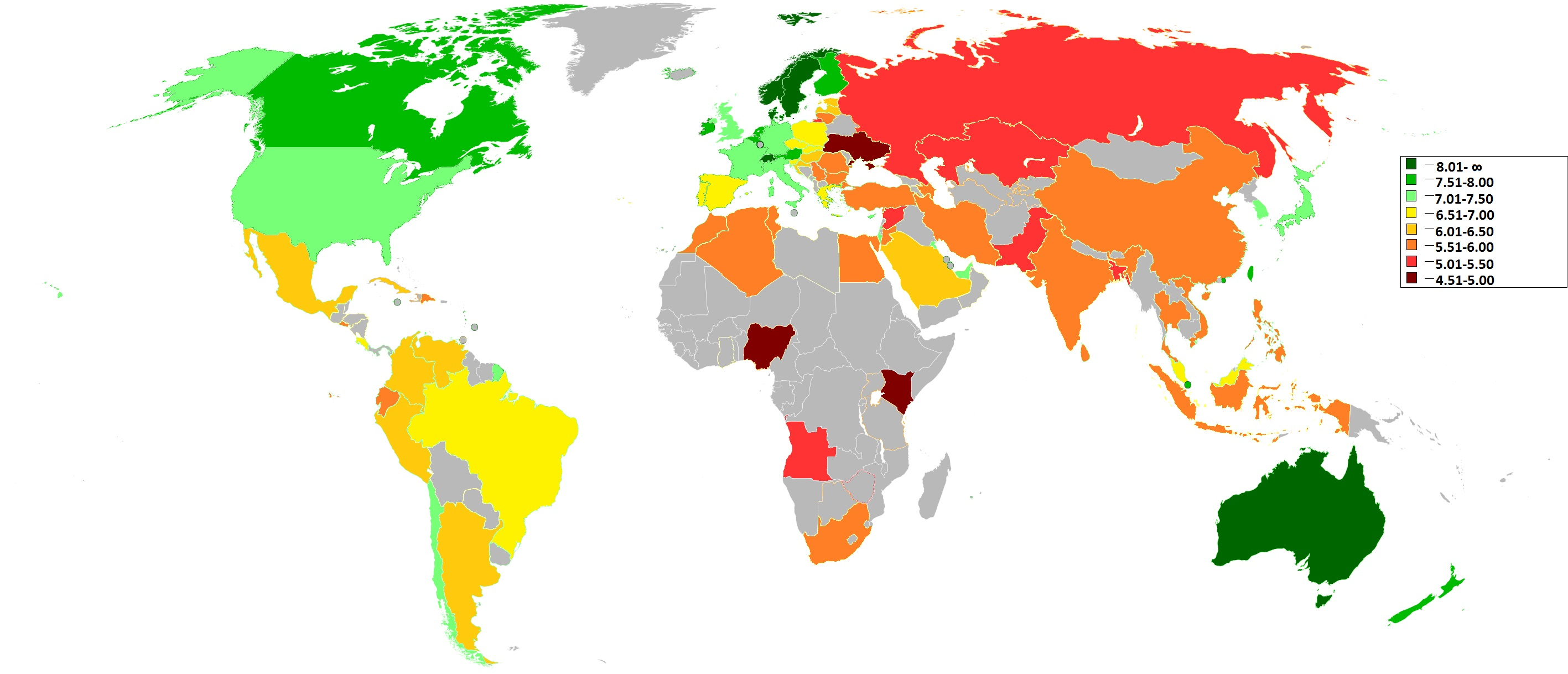
Carte de Where to be born index de 2013

Le Where to Be Born Index est une compilation statistique réalisée par The Economist Intelligence Unit et publiée par l'hebdomadaire britannique The Economist en 1988, 1998 et 2013. Le concept de base de ce projet est d'établir un classement des pays en fonction des opportunités qu'ils offrent et offriront à un enfant né à une date donnée - des index ont été établis en 1988, 1998 et 2013.

## Méthodologie[1]

### Qu'est-ce qu'une vie réussie?
L'institution considère trois composantes essentielles d'une vie la plus stimulante : la santé, la sûreté et les opportunités (notamment économiques) offertes. C'est la source principale des critiques envers cet index, puisqu'il relève d'une interprétation relative de la « vie bonne ».

### Éléments pris en compte
Afin d'établir son classement, elle considère ainsi une compilation de 11 indicateurs hiérarchisés et pondérés devant décrire la situation de chaque pays suivant les trois domaines détaillés précédemment. 

#### Santé
1. Espérance de vie à la naissance
2. Qualité de la vie de famille (basée principalement sur le taux de divorce)
3. Le climat (déviation moyenne par rapport au seuil des 14 degrés Celsius ainsi que nombre de mois durant l'année où les précipitations n'atteignent pas les 30 mm d'eau par mètre carré)
4. La qualité de la vie sociale (basée sur le taux de participation à une association)

#### Sûreté
1. La liberté politique
2. La sécurité de l'emploi (mesurée avec le taux de chômage)
3. La sécurité personnelle (basée sur les taux de crimes divers et variés ainsi que la menace terroriste)
4. La qualité de la gouvernance (basée sur le taux de corruption)

#### Opportunités
1. L'égalité des genres (basée sur le nombre de sièges détenus aux parlements par les femmes)
2. Le PIB par tête
3. Le taux de croissance

## Classements établis

### Classement de 1988
En 1988, les États-Unis arrivaient premier, devant la France et l'Allemagne de l'Ouest.  

### Classement de 2013
En 2013, la Suisse arrive en tête, suivie de l'Australie et de la Norvège.

### Évolution du classement depuis 1988
Pour une évolution détaillée du classement entre 1988 et 2013, voir cette infographie.

## Critiques

### Définition relative de "la vie bonne"
L'index est critiqué pour sa prétention normative quant à ce que pourrait être la vie bonne, vision résultant d'une approche occidentale de la notion de réussite et fortement influencée par l'orientation libérale de la revue publiant cet index. Des critiques s'élèvent notamment à l'égard de la traduction d'une certaine richesse culturel dans cet index grâce à l'utilisation du "facteur philistine" et du "Yawn Index" (facteur bâillement classant les pays suivant leur caractère ennuyeux) : c'était bien le cas en 1988, lorsque l'indice prenait en compte le dit Yawn Indew et .

### Non exhaustivité des facteurs pris en compte
C'est une conséquence immédiate de la suppression de la prise en compte de tels indicateurs - même discutables - : quid de la qualité de la vie culturelle ?
De plus, le classement ne prend pas en compte des indicateurs plus précis comme la qualité de l'enseignement supérieur - pourtant essentiel pour permettre aux futurs étudiants d'évoluer dans le meilleur environnement possible.

### Difficulté inhérentes à l'intégration d'indicateurs relevants de prévisions
En 2013, l'index prend en compte des prévisions de croissance pour 2030. C'était également le cas pour le classement de 1988 qui attribuait la note maximale aux prévisions de croissance japonaises. Il paraît donc difficile d'établir un tel classement prétendant prédire l'évolution des conditions de vie de manière à classer les pays suivant l'environnement qu'elles octroieront à un enfant de sa naissance à un âge où il pourra saisir des opportunités. 

### Difficultés statistiques
La collecte de statistiques est également problématique : par exemple, les définitions du chômage sont extrêmement différentes suivant le pays dans lequel le relevé est effectué. Ne pas prendre en compte la qualité des initiatives visant à prendre en charge la transition entre deux emplois ou le chômage à long terme et le reclassement professionnel est également problématique : un même taux de chômage n'est pas significatif de réalités identiques. 